# Casimiroa pubescens
Casimiroa pubescens är en vinruteväxtart som beskrevs av Ramirez. Casimiroa pubescens ingår i släktet Casimiroa och familjen vinruteväxter. Inga underarter finns listade i Catalogue of Life.